# Jack Diamond (Comic)
Jack Diamond ist ein frankobelgischer Comic.
Der realistisch gezeichnete Western mit der Figur Jack Diamond als Titelhelden erschien erstmals 1959 in der belgischen und französischen Ausgabe von Tintin sowie in der niederländischen Version Kuifje. Der Chefredaktor, André Fernez, schrieb insgesamt drei Fortsetzungsgeschichten mit jeweils 30 Seiten für Liliane und Fred Funcken, ohne als Autor genannt zu werden. Lombard gab die Alben in der Reihe Collection Jeune Europe heraus. Nach der erneuten Veröffentlichung 1985 durch Rijperman erfolgte 2011 die Gesamtausgabe bei Hibou.
Zur deutschen Erstveröffentlichung kam es 1968 im MV Comix.

## Geschichten
| Nr. | Titel                         |
| --- | ----------------------------- |
| 1   | Le Diable noir (1959)         |
| 2   | Le Chien d’Absaroka (1959)    |
| 3   | Ombres sur la piste (1959/60) |